# 若生哲旺
若生 哲旺（わこう てつお、本名：若生 哲雄〈読みは同じ〉、1954年8月16日 - ）は、東北放送（TBC）の元アナウンサー、プロデューサー。

## 経歴・人物
宮城県黒川郡富谷町（現在の富谷市）出身。早稲田大学教育学部社会学科を卒業後、1978年にTBC入社。2015年3月に定年退職するまで、スポーツ以外の分野（ラジオパーソナリティ、テレビの情報番組司会、ニュースキャスター）で幅広く活動した。
2007年4月1日から2010年3月31日までアナウンス部長、2010年4月1日から2012年3月31日まで報道制作局局付部長、2012年4月から2014年3月まで報道制作局次長、2014年4月1日から2015年3月までラジオ局次長を歴任した。
子供の頃、都会の子供たちと一緒に2泊3日のキャンプに参加する機会があったが、その時に都会の子供から「ズーズー弁」「田舎者」などとからかわれてショックを受け、そこから「いつか日本一の日本語を話して見返してやろう」と思ったことがアナウンサーを目指すきっかけになったという。
毎年8月と12月の盆暮れの時期は、宮城に帰ってきた帰省客向けに自身の番組の中で、「故郷のラジオTBCです」とコールするのが恒例となっていた。

## 出演番組
TBCテレビ
- DO YOUお出かけ隊!!
- まる知感度土曜1ばん
- ただいまワイド
- 総力報道!THE NEWS TBC
- Nスタみやぎ
- ウォッチン!プラス－絆みやぎ－（2011年5月28日～2015年3月28日）

TBCラジオ
- エンドーミュージックショーウィンドウ[2]
- 青春キャンパス （TBCのキャンパスリーダー担当）[2]
- 若生・菅家のおはよういい朝
- 平成ワイド だから大好き純情サタデー
- TBC夜の音楽スタジアム／テリー若生の歌謡・演歌テイメント
- ボリュームワイド哲ちゃん印（1998年10月～2000年3月）
- ごきげんMODE午前でCHU!
- はればれサンデー（2001年4月～）
- うたまつり（2006年3月まで）
- 若生哲旺Goodモーニング
- 早起き倶楽部おはようさん
- COLORS（月曜日担当　2011年4月～2015年3月）

## その他
- 名字である若生（わこう）は、出身である富谷市（旧：黒川郡富谷町）が発祥と言われ、同市内には多く、また黒川郡内や仙台市泉区　名取市にも、比較的多い[要出典]。